# Vloeistof-vloeistofextractie

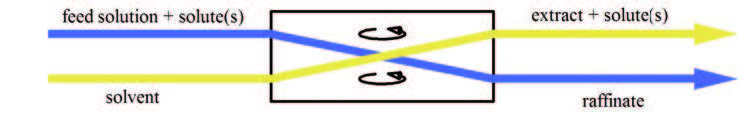
Principeschema

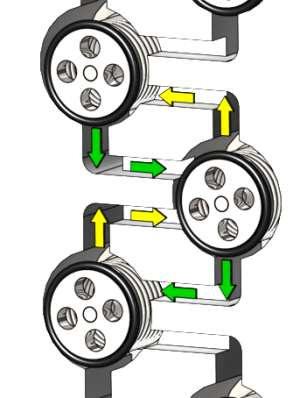
Toestel voor vloeistof-vloeistofextractie

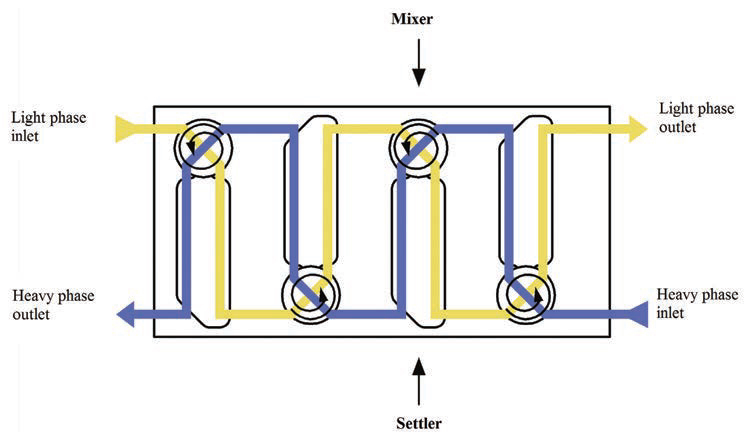
Viervoudige vloeistof-vloeistofextractie

Vloeistof-vloeistofextractie oftewel liquid-liquid extraction (LLE) is een extractietechniek waarbij gebruikgemaakt wordt van een tweefasensysteem van niet-mengbare vloeistoffen. Gewenste stoffen, die vooral goed oplossen in een van de lagen, kunnen hierbij grotendeels gescheiden worden van ongewenste stoffen, die vooral goed oplossen in de andere laag. Hierbij wordt de gewenste stof overgebracht naar een van de lagen terwijl ongewenste stoffen oplossen naar de andere laag.
Bij vloeistof-vloeistofextracties is er meestal sprake van een polaire waterlaag en een apolaire organische fase. Hierdoor kunnen polaire van apolaire stoffen gescheiden worden.

## Scheitrechter
Vloeistof-vloeistofextracties worden vaak uitgevoerd in een scheitrechter. De laag met de kleinste dichtheid zal hierbij de bovenste laag worden. Door middel van zwenken of schudden wordt het contactoppervlak tussen de twee fasen vergroot.
Wanneer er gebruikgemaakt wordt van oplosmiddelen met een laag kookpunt zoals ether (kookpunt = 35 °C) of dichloor-methaan (kookpunt = 41 °C) wordt er druk opgebouwd in de gesloten scheitrechter, omdat er wat vloeistof zal verdampen bij kamertemperatuur. Daarom zal de scheitrechter tijdens een extractie regelmatig ontlucht moeten worden.

## Efficiëntie
De efficiëntie van een vloeistof-vloeistofextractie kan berekend worden met de formule
{\displaystyle q_{n}=\left({\frac {V_{w}}{V_{w}+K\cdot V_{o}}}\right)^{n}}
waarin
qn de fractie die achterblijft in de waterlaag na n extracties
n het aantal extracties
Vw het volume van de waterige fase
Vo het volume van de organische fase
K de verdelingscoëfficiënt van de te extraheren stof

## Metallurgie
Vloeistof-vloeistofextractie vindt ook toepassing in de metallurgie. Om bijvoorbeeld zilver te winnen uit lood, wordt het lood in het Parkes-proces samen met zink gesmolten. Het zink mengt niet met lood, is lichter en drijft boven. Zilver lost 3000 maal beter op in zink dan in lood. Zo diffundeert het zilver uit het lood naar het zink.